# Pietro Fiocchi
Pietro Fiocchi (ur. 22 maja 1964 w Mediolanie) – włoski przedsiębiorca i polityk, poseł do Parlamentu Europejskiego IX i X kadencji.

## Życiorys
Kształcił się na University of Missouri-Rolla. Pracował w przedsiębiorstwie technologicznym, później dołączył do Fiocchi Munizioni, rodzinnego przedsiębiorstwa specjalizującego się w produkcji amunicji. Obejmował w nim stanowiska menedżerskie, w 1998 został przewodniczącym rady dyrektorów Fiocchi of America, amerykańskiego oddziału swojej firmy.
W 2019 z ramienia partii Bracia Włosi uzyskał mandat posła do Parlamentu Europejskiego IX kadencji (gdy wybrana w tym samym okręgu Giorgia Meloni zrezygnowała z jego objęcia). Z powodzeniem ubiegał się o reelekcję w wyborach w 2024.